# Snorzweefvlieg
De snorzweefvlieg, pyjamazweefvlieg, dubbelbandzweefvlieg of cocacolazweefvlieg (Episyrphus balteatus) is een insect uit de familie van de zweefvliegen (Syrphidae).

## Beschrijving
Deze soort is voor het eerst beschreven door Charles De Geer. De wat opmerkelijke Nederlandse namen dankt deze vlieg aan de tekening; een gele basiskleur met een wat complexe, maar regelmatige zwarte strepentekening dwars op het achterlijf. Deze bestaat uit drie zwarte banden met daaronder een vaak onderbroken, dunnere en ietwat V-vormige streep. De bovenste band is meestal versmolten met de driehoekige streep erboven. Het borststuk is zwartbruin en glanzend, en heeft een lichtere, meestal gele 'uitstulping' aan de achterzijde. De ogen zijn rood van kleur en de lengte is 7 tot 12 millimeter.

## Algemeen
De snorzweefvlieg leeft van nectar en stuifmeel van bloemen en er worden meerdere plantensoorten bezocht. Deze soort komt in grote delen van Europa voor, maar ook in Noord-Afrika, Noord-Amerika en in Azië. In Nederland en België is de snorzweefvlieg algemeen, en komt overal voor waar veel bloemen en bladluizen zijn. Deze soort is erg populair in de tuinbouw, omdat de larven vraatzuchtige belagers van bladluizen zijn. De larven eten ongeveer vierhonderd bladluizen voor ze verpoppen.

### Overwintering
Terwijl vrouwtjes in staat zijn te overwinteren, ook in het noordelijk deel van het verspreidingsgebied, kiest een deel van de Noord-Europese populatie ervoor te overwinteren in het zuiden. De zweefvliegen kunnen duizenden kilometers trekken tot in Noord-Afrika en leggen hierbij tot 200 km per dag af. De trek terug naar het noorden gebeurt mogelijk in verschillende generaties waarbij de vrouwtjes onderweg eieren leggen en sterven.

## Voortplanting
Het vrouwtje legt de witte, langwerpige eitjes in een bladluizenkolonie, waar de larven al na enkele dagen uitkomen. De larve is een platte, kruipende larve die iets weg heeft van een worm, de larve is half-doorzichtig en glimmend. Het voedsel bestaat uitsluitend uit bladluizen, die worden leeggezogen. De larve is vooral te vinden aan de onderzijde van bladeren, omdat zich hier ook de bladluizen bevinden. Na enige tijd verpopt de larve, deze pop ziet eruit als een bruine druppel. Dit stadium duurt ongeveer twee weken. De snelheid van de ontwikkeling hangt sterk af van de temperatuur; in het noordelijkste deel van het verspreidingsgebied komt slechts een enkele generatie tot ontwikkeling, in het zuiden wel vier of vijf.

## Externe links

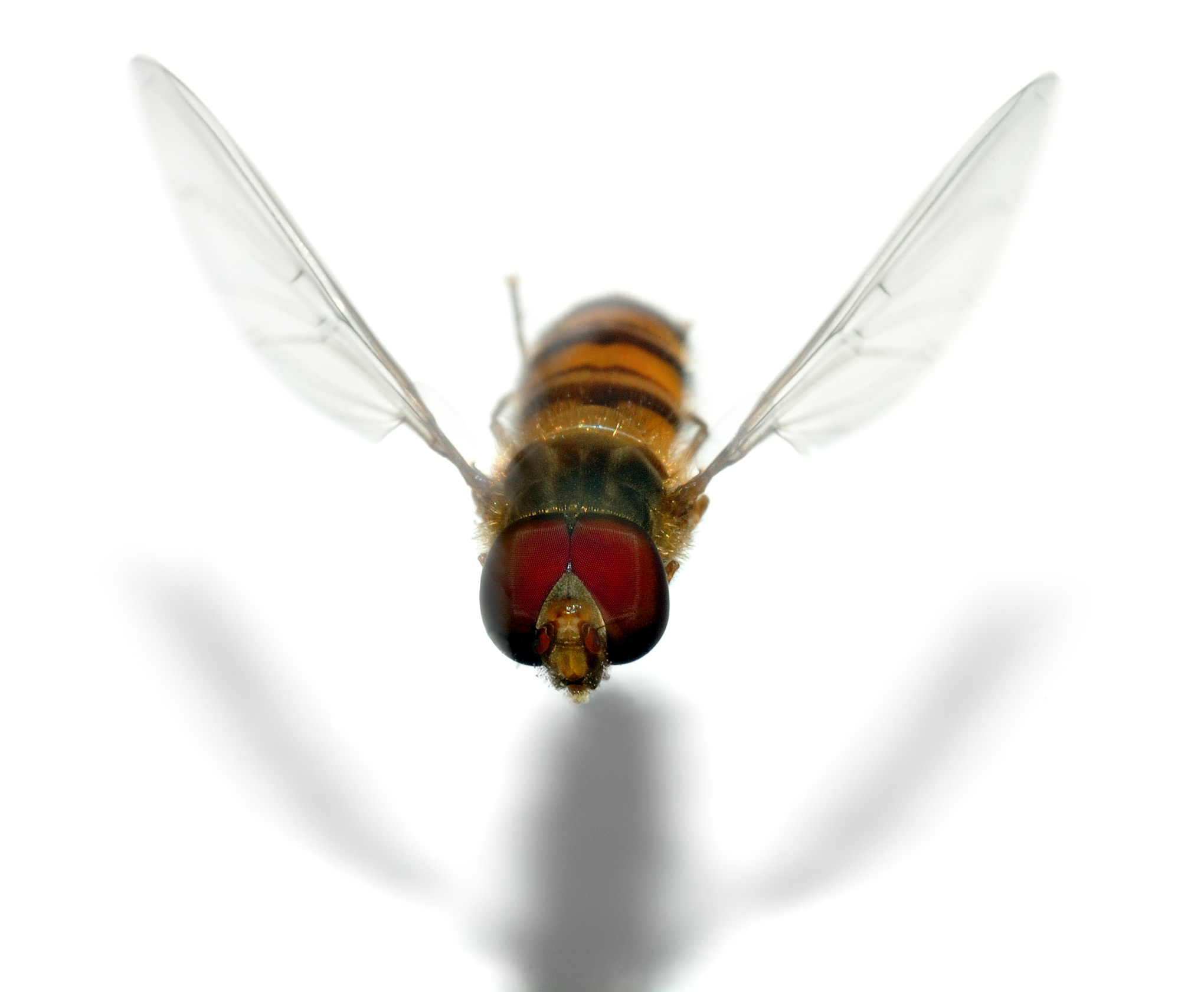
Mannetje in vlucht
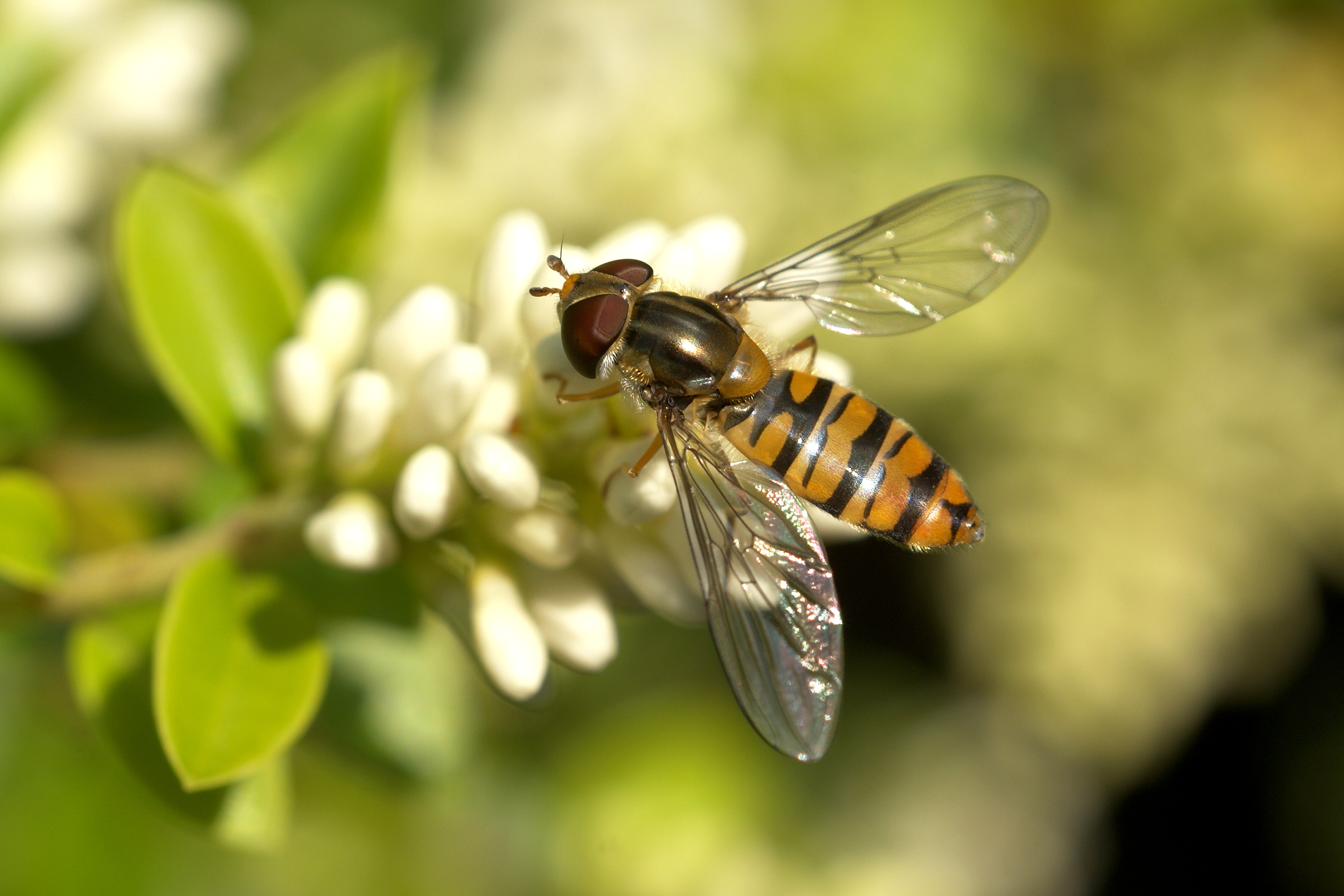
Snorzweefvlieg (♀) aan de Vosseslag in de Belgische gemeente De Haan
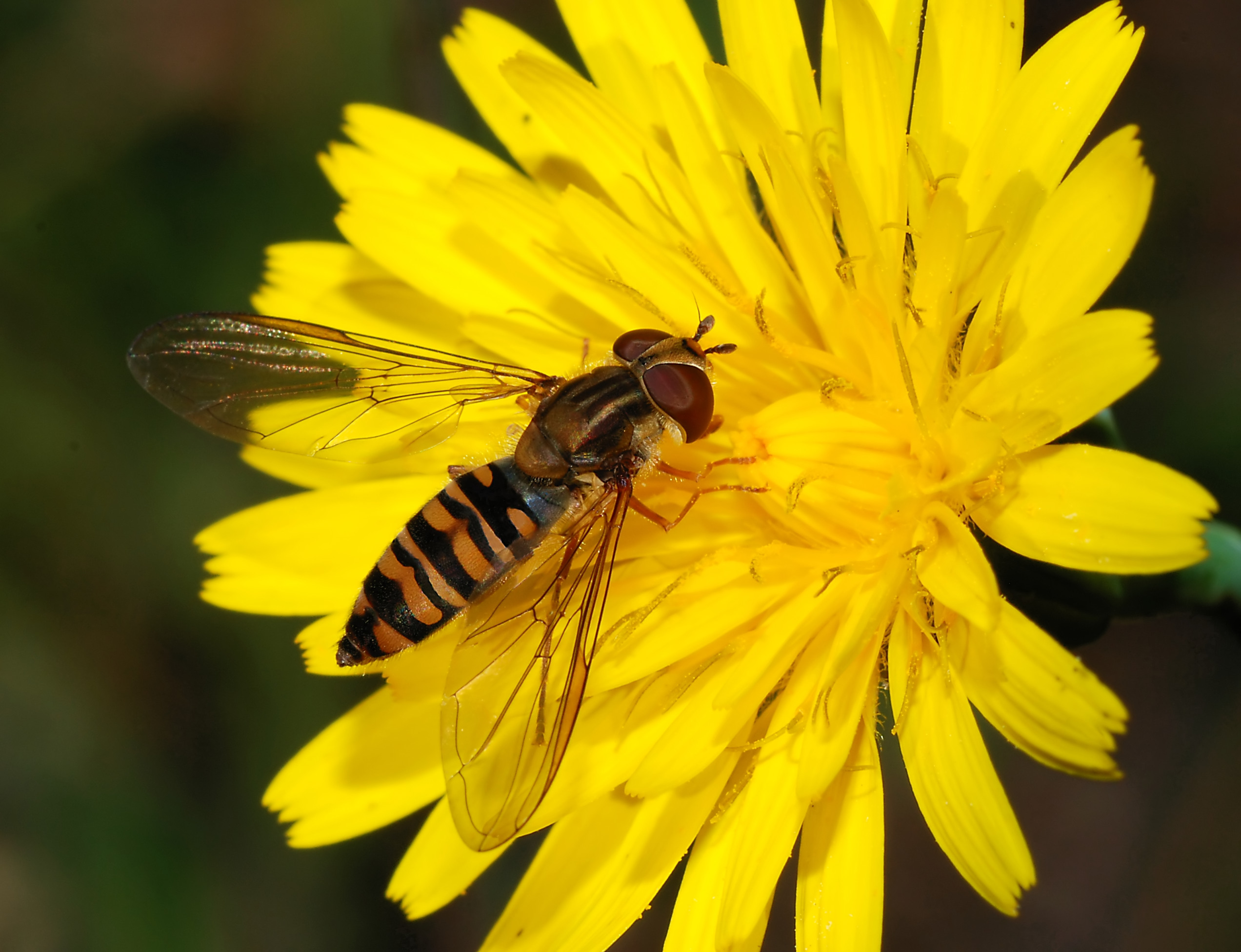
Op dicht havikskruid
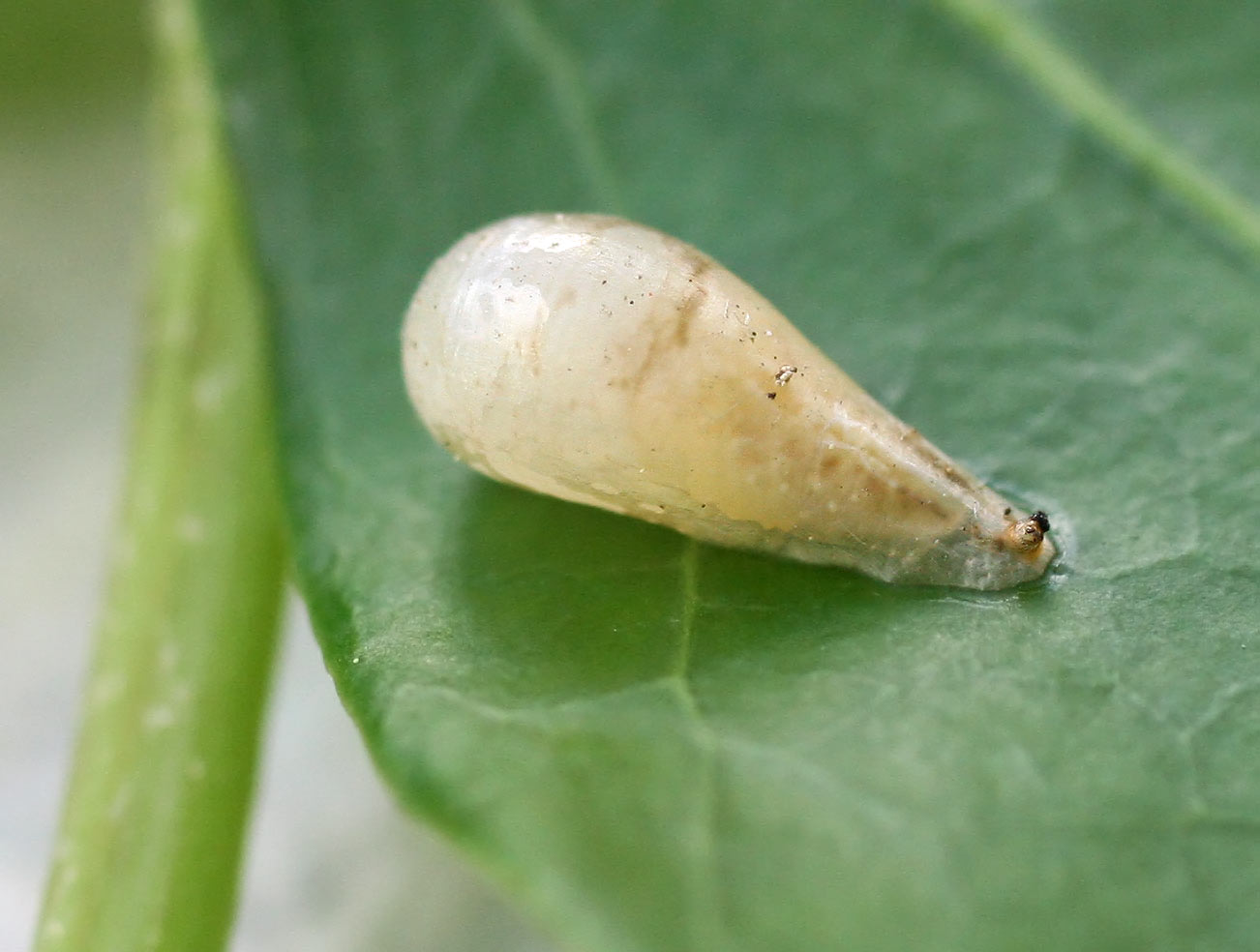
Pop
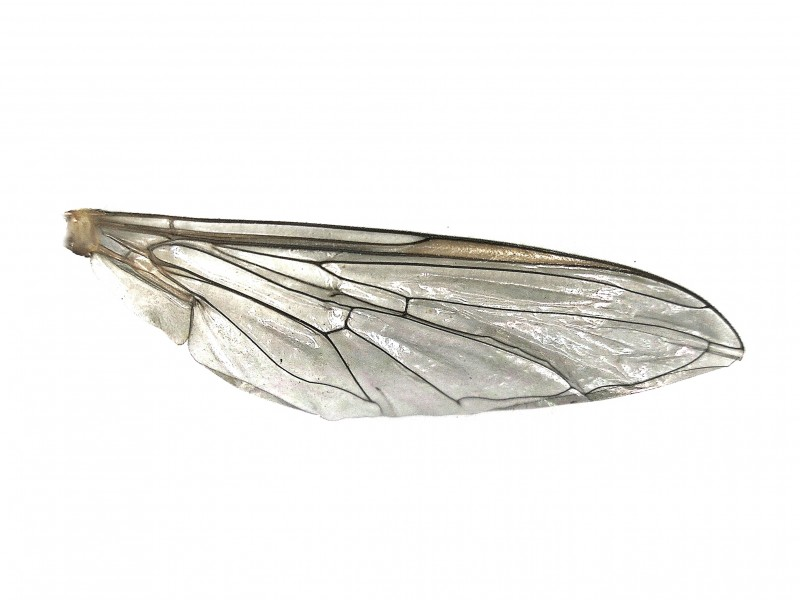
Vleugel